# Africastar
Cet article concerne le concours musical et programme TV. Pour la distinction militaire britannique, voir Africa Star.
Africastar parfois aussi orthographié  Africa Star est à la fois un concours musical et un programme TV visant la découverte et la mise en avant de nouveaux talents d'artistes issus du continent africain ou de la diaspora.
Le concept de cette émission a été développé par Claudy Siar et son associée Charlotte Delachaux.
La Saison 1 d'Africastar  a été initialement lancée en 2008 à Libreville avec le soutien du Gabon, rassemblant des jeunes artistes issus de 8 pays.
Deux ans plus tard, la Saison 2 d'Africastar (2010) s'est déroulée d'abord à Dakar au Sénégal depuis la salle de l'Unité Africaine au Cices, puis s'est déplacée en Côte d'Ivoire à Yamoussoukro, et a permis de rassembler de jeunes artistes de 14 pays en compétition pour le titre d'Africastar 2010, entourés et soutenus par des artistes d'envergure internationale.

La finaliste fin juin 2010 à Yamoussoukro (prime 8, la Saison 2 ayant eu quelques retard du fait du déplacement en Côte d'Ivoire) a été la candidate Nuella de la Côte d'Ivoire.
À la fois émission de divertissement TV et programme d'encouragement à l'émergence et à la reconnaissance de talents prometteurs, cette émission très populaire et soutenue par de nombreux artistes déjà établis, est diffusée dans toute l'Afrique,  en Europe, et en France métropolitaine et Outre-mer à travers le satellite, le cable, la TV ADSL, et sur la TNT en France(France Ô), et permet le rassemblement et la participation de publics de nombreux pays via l'interactivité sur les téléphones mobiles et le vote par SMS. 